# 바수톨란드
바수톨란드(영어: Basutoland)는 1884년부터 1966년까지 현재의 레소토에 위치하던 영국의 보호령이다.
원래는 케이프 식민지에 속해 있었지만 바소토족의 강한 저항으로 인해 케이프 식민지에서 분리되어 생겨났다. 남아프리카 연방이 설립된 이후에는 남아프리카 연방 정부가 여러 차례 합병을 요구해 왔지만 주민들이 반대하였고 영국도 고등판무관을 파견하여 지역의 자치를 강화시켰다. 1966년 10월 4일 영국에서 독립하면서 레소토로 이름을 바꿨다.
베레아 구, 마세루 구, 마페텡 구, 레리베 구, 모할레스후크 구, 카차스네크 구, 쿠팅 구 7개의 구로 나누어져 있었다.